# Мезогеосинкліналь
Мезогеосинкліналь (рос. мезогеосинклиналь, англ. mesogeosyncline, нім. Mesogeosynklinale f) — геосинкліналь перехідного типу між евгеосинкліналлю та міогеосинкліналлю. Мезогеосинкліналь розглядається як геосинкліналь, розташована між двома сусідніми континентами і яка отримує уламковий матеріал з кожного з них.
Мезогеосинкліналь характеризується абісальними глибинами, винятковою рухливістю, дуже складною історією розвитку і складається з цілого ряду геосинкліналей і геоантикліналей.